# Aunuva
Aunuva je řeka 1. řádu v Litvě, v Žemaitsku v okresech Šiauliai a Kelmė, levý přítok řeky Venta, do které ústí na jižním okraji obce Beržėnai, 10,5 km východoseverovýchodně od města Užventis , 312,1 km od jejího ústí do Baltského moře. Pramení 2,5 km severozápadně od vsi Dirvonėnai, 11,5 km na západ od města Kuršėnai, na severovýchodním okraji lesa Užpelkių miškas. Teče zpočátku směrem západním, u vsi Sauslaukė se stáčí k jihu, protéká rybníkem Aunuvėnų tvenkinys (37,7 ha), za ním teče k východu, po soutoku s řekou Gumilta se stáčí opět k jihu, po soutoku s řekou Šatrija se stáčí k jihovýchodu až do soutoku s Ventou. Říční údolí na horním toku je úzké a hluboké dále bažinaté (šířka 200–600 m). Řečiště dolního toku je regulováno.

## Přítoky
- Levé:

| Hydrologické pořadí | Řeka     | Délka (km) | Povodí (km²) | Vzdálenost od ústí (km) | Ústí kde  | Koordináty ústí                  |
| ------------------- | -------- | ---------- | ------------ | ----------------------- | --------- | -------------------------------- |
| 30010161            | A – 3    | 4,0        | 5,8          | 22,9                    | Sauslaukė |                                  |
| 30010164            | Šeškupis | 3,0        | 1,6          | 19,4                    | Šeškiai   | 55°56′18″ s. š., 22°43′56″ v. d. |
| 30010166            | A – 1    | 2,7        | 2,4          | 18,8                    | Girlaukė  | 55°55′29″ s. š., 22°44′19″ v. d. |
| 30010168            | Gumilta  | 7,8        | 35,5         | 6,8                     | Aukseliai | 55°51′35″ s. š., 22°46′39″ v. d. |

- Pravé:

| Hydrologické pořadí | Řeka     | Délka (km) | Povodí (km²) | Vzdálenost od ústí (km) | Ústí kde  | Koordináty ústí                  |
| ------------------- | -------- | ---------- | ------------ | ----------------------- | --------- | -------------------------------- |
| 30010163            | A – 4    | 4,9        | 5,9          | 20,6                    | Sauslaukė |                                  |
| 30010165            | A – 2    | 2,8        | 2,4          | 19,4                    | Šeškiai   | 55°56′18″ s. š., 22°43′56″ v. d. |
| 30010167            | Juodupis | 5,1        | 6,4          | 15,3                    | Girlaukė  | 55°54′8″ s. š., 22°43′42″ v. d.  |
| 30010168            | Šatrija  | 24,5       | 82,3         | 4,3                     | Aunuvėnai | 55°50′30″ s. š., 22°45′42″ v. d. |

a řada dalších, levých i pravých bezejmenných přítoků.

## Sídla při řece
- Dirvonėnai, Bartlaukė, Sauslaukė, Šeškiai, Girlaukė, Daugirdai, Vaišlaukis, Aukseliai, Aunuvėnai, Gumiltėnai, Degsnė, Ušakiai, Ramučiai, Beržėnai